# St. Anger (Lied)
St. Anger (englisch für: „Heilige Wut“) ist ein Lied der US-amerikanischen Metal-Band Metallica und die erste Single des gleichnamigen Albums St. Anger. Die am 23. Juni 2003 veröffentlichte Single war die erste seit 2000 (I Disappear). Der Song wurde von Bob Rock produziert und von Rock, Kirk Hammett, James Hetfield und Lars Ulrich geschrieben.

## Hintergrund
Im Lied findet sich mehrmals die Textzeile „Fuck it all and fucking no regrets; I hit the lights on these dark sets“, welche beinahe einer Stelle aus Damage, Inc. vom Album Master of Puppets entspricht („Fuck it all and fucking no regrets; never happy endings on these dark sets“).
Die Originalversion des Liedes hat eine Länge von 7:21 Minuten, die Video- und Radioversionen sind um etwa zwei Minuten kürzer. Der Videoclip wurde im kalifornischen Gefängnis San Quentin State Prison gedreht, nur kurz nachdem Robert Trujillo der Band beigetreten ist. Der Dreh fand in verschiedenen Bereichen der Anstalt vor hunderten enthusiastischen Insassen statt, das Video wurde am 27. Mai 2003 vorgestellt.

## Versionen
Es existieren mehrere Versionen der Single mit unterschiedlicher Trackliste. Auch eine Vinyl-Version wurde gepresst. Die B-Seiten sind als Tribut an Joey Ramone zu verstehen, der während den Aufnahmen von St. Anger verstarb.
CD Single 1
1. St. Anger
2. Commando (Ramones-Coverversion)
3. Today Your Love, Tomorrow the World (Ramones-Coverversion)
4. St. Anger (Radio Edit)

CD Single 2
1. St. Anger
2. Now I Wanna Sniff Some Glue (Ramones-Coverversion)
3. Cretin Hop (Ramones-Coverversion)
4. St. Anger (Musikvideo)

12" Vinyl
1. St. Anger
2. We’re a Happy Family (Ramones-Coverversion)

## Rezeption
Das Lied gewann 2004 einen Grammy Award for Best Metal Performance, das Video war für einen MTV Video Music Award nominiert, letztlich wurde jedoch Linkin Parks Somewhere I Belong ausgezeichnet. Die Single St. Anger erreichte unter anderem die Charts von Deutschland, Österreich, der Schweiz, Großbritannien und Australien; die höchste erreichte Chartplatzierung war Platz 4 in Dänemark (11. Juli 2003).